# Кордейру, Фелижберту Инасиу Жануариу
Фелижбе́рту (в старых источниках — Филибе́р) Корде́йру (порт. Felisberto Inácio Januário Cordeiro; 1774—1855) — португальский поэт и публицист.
Бежал в Бразилию, опасаясь ответственности за памфлеты против Наполеона I; написал: «Poesias de um Lisbonense» (Лиссабон, 1805) и «Obras poéticas» (Рио-де-Жанейро, 1827—1840).